# Kyle Snyder
Kyle Frederick Snyder (Woodbine, 20 de noviembre de 1995) es un deportista estadounidense que compite en lucha libre.
Participó en dos Juegos Olímpicos de Verano, obteniendo dos medallas, oro en Río de Janeiro 2016 y plata en Tokio 2020, ambas en la categoría de 97 kg.
Ganó siete medallas en el Campeonato Mundial de Lucha entre los años 2015 y 2023, y tres medallas de oro en los Juegos Panamericanos entre los años 2015 y 2023.

## Palmarés internacional
| Juegos Olímpicos     | Juegos Olímpicos           | Juegos Olímpicos  | Juegos Olímpicos |
| Año                  | Lugar                      | Medalla           | Categoría        |
| -------------------- | -------------------------- | ----------------- | ---------------- |
| 2016                 | Río de Janeiro (Brasil)    | Medalla de oro    | 97 kg            |
| 2020                 | Tokio (Japón)              | Medalla de plata  | 97 kg            |
| Campeonato Mundial   |                            |                   |                  |
| Año                  | Lugar                      | Medalla           | Categoría        |
| 2015                 | Las Vegas (Estados Unidos) | Medalla de oro    | 97 kg            |
| 2017                 | París (Francia)            | Medalla de oro    | 97 kg            |
| 2018                 | Budapest (Hungría)         | Medalla de plata  | 97 kg            |
| 2019                 | Nursultán (Kazajistán)     | Medalla de bronce | 97 kg            |
| 2021                 | Oslo (Noruega)             | Medalla de plata  | 97 kg            |
| 2022                 | Belgrado (Serbia)          | Medalla de oro    | 97 kg            |
| 2023                 | Belgrado (Serbia)          | Medalla de bronce | 97 kg            |
| Juegos Panamericanos |                            |                   |                  |
| Año                  | Lugar                      | Medalla           | Categoría        |
| 2015                 | Toronto (Canadá)           | Medalla de oro    | 97 kg            |
| 2019                 | Lima (Perú)                | Medalla de oro    | 97 kg            |
| 2023                 | Santiago (Chile)           | Medalla de oro    | 97 kg            |